# Bataille de Bagrévand
Guerres arabo-arméniennes
La bataille de Bagrévand est une bataille qui oppose les Arméniens révoltés aux troupes du calife abbasside le 25 avril 772, ou 775,. Elle se solde par une défaite arménienne.

## Origine
Au cours du VIIIe siècle, l'Arménie est occupée par les Arabes, qui y maintiennent une administration oppressive. La fiscalité est écrasante et la répression extrêmement sévère. La révolte gronde parmi la population exaspérée. Le nakharar Artavazd Mamikonian décide d'en prendre la tête en 771 (ou 774). Feignant la loyauté envers le calife, il se présente à Dvin pour obtenir des armes et des munitions, prétendant recruter des auxiliaires pour le compte du calife. Ainsi armé, il massacre l'officier du fisc et sa troupe et lui confisque l'argent. Mais ne pouvant songer à vaincre les armées arabes, il se réfugie avec d'autres nakharark en Géorgie.
Avec le concours de Smbat VII Bagratouni, les Arabes poursuivent Artavazd, lui reprennent une partie des fonds, mais échouent à le capturer. Le gouverneur arabe profite de la révolte pour redoubler les impôts. Mouchel Mamikonian se réfugie dans les montagnes et tient en échec les troupes qui cherchent à le capturer, tuant à l'occasion des officiers du fisc. Dans une opération de guérilla, il parvient même avec une troupe de quelques centaines d'hommes à battre la garnison de 4 000 hommes de Dvin, lors d'un affrontement à Bagavan.
Cette réussite incite tous les nakharark à se joindre à la révolte. Évitant d'assiéger Dvin, les Arméniens mettent le siège devant Karin pendant l'hiver 771-2 (ou 774-5), mais sans succès. Les révoltés ne peuvent compter que sur eux-mêmes, l'empereur byzantin Constantin V étant occupé à combattre les Bulgares. Smbat Bagratouni, qui a rejoint la révolte, prêche la soumission aux Arabes.
Au printemps 772 (ou 775), le calife Al-Mansur, décidé à en finir avec la révolte, envoie une armée de trente mille hommes, commandée par le général 'Amr. Prévenus, les princes arméniens refusent de croire la nouvelle, persuadés qu'il s'agit d'une manipulation pour les démobiliser, et continuent à guerroyer isolément. Ainsi, Hamazasp Arçrouni attaque Artjech, tenue par une garnison arabe, et ne tient pas compte des messagers qui lui annoncent l'arrivée d'une armée arabe importante. Sa troupe est littéralement anéantie le 15 avril 772 (ou 775).

## Bataille
Dix jours plus tard, une troupe de cinq mille hommes occupée à assiéger à nouveau Karin se porte à la rencontre de l'armée arabe. La rencontre a lieu à Bagrévand. Après un petit succès arménien, les troupes arabes se ressaisissent. L'infanterie arménienne composée principalement de paysans tombe rapidement, tandis que la chevalerie se bat avec fougue et sans reculer, mais sans succès. Le soir, trois mille hommes gisent sur le champ de bataille. Parmi les tués figurent Smbat Bagratouni, Mouchel Mamikonian et Vahan Gnouni.
Forts de leur victoire, les Arabes occupent militairement l'Arménie, prenant les places fortes les unes après les autres, persécutant les religieux et pillant les églises. Les Mamikonian disparaissent politiquement dans la tourmente, et les Bagratouni s'emparent de leurs domaines, dont le Taron, mais doivent renoncer à leurs domaines de l'Arménie méridionale. Les Arçrouni, n'ayant pas participé à la bataille car vaincus dix jours plus tôt, et ayant fait exécuter deux frères Mamikonian réfugiés dans le Vaspourakan, rentrent en grâce très rapidement. Les maisons Kamsarakan et Gnouni sortent également de la révolte amoindries et ne tardent pas à disparaître.